# Skye Records
Skye Records was een Amerikaans jazz-platenlabel uit het eind van de jaren zestig. 
Het werd in 1968 opgericht door de vibrafonist Cal Tjader, gitarist Gábor Szabó en componist Gary McFarland. Het label was gevestigd in New York en werd geleid door Norman Schwartz, die de drie musici ook vertegenwoordigde. Doel van het label was om hierop hun eigen werk uit te brengen en van andere artiesten. Op het label kwam jazz, pop en Latin uit. In 1970 had het label in Amerika onverwacht een hit met "Watch What Happens" door Lena Horne en Szabó.  
Het label bestond slechts twee jaar: na 17 albums te hebben uitgegeven kwam het label in de problemen en werd het onderdeel van Buddah Records. Dit label bracht in 1970 nog een viertal albums op Skye Records uit. In de jaren erna werden veel Skye-platen opnieuw uitgebracht. Ook zijn enkele albums op cd verschenen.
Artiesten van wie muziek op Skye Recordse uitkwam waren, naast de oprichters, Airto Moreira, Armando Peraza, Lena Horne, Grady Tate, Chuck Rainey, Wendy and Bonnie, Ruth Brown. Bob Freedman en Roger Shriver.